# João da Maia da Gama
João da Maia da Gama, nasceu em Aveiro, estudou filosofia na Universidade de Coimbra mas abandonou o curso para se alistar na frota da Índia com o vice-rei Conde de Vila Verde, que partiu do Tejo em março de 1692.

## A Viagem
A viagem foi desastrosa, cheia de doenças, tempestades, uma estada forçada na insalubre ilha de Moçambique, um furacão no Oceano Índico, e tanto dizimou a tripulação que, ao chegar a nau Nossa Senhora da Conceição a Goa em 26 de maio de 1693, apenas 84 pessoas viviam, das 580 embarcadas.
Prostrado por doença durante meses, enfrentou combate por primeira vez contra um navio inglês na costa de Canará em agosto de 1694. Em janeiro de 1695 embarcou na esquadra que o vice-rei levou para o norte e tomou parte proeminente na destruição de três fragatas árabes, de Omã,  ao largo de Rajapur, recebendo dois ferimentos de bala em ação.
Durante os dois anos seguintes, serviu no Golfo Pérsico, distinguindo-se na vitória sobre outra esquadra omani ao largo do cabo Ras-al-Hadd em 13 de maio de 1697 e na defesa da feitoria portuguesa em Bandar Kung, atacada pelo Khan de Lara em julho. Foi então severamente ferido nos rins, do que jamais se recuperia. Ainda convalescente, voluntariou-se para uma expedição de socorro a Mombaça, atacada pelos árabes de Omã,  que terminaram tomando-a em 13 de dezembro de 1698.
O vice-rei o fez embarcar de volta com ele na grande nau São Pedro Gonçalves. A viagem de volta do conde de Vila Verde foi até mais dura e difícil que a anterior, há seis anos! O São Pedro deixou Goa em 20 de dezembro de 1698 com 208 pessoas a bordo e depois de uma tempestuosa travessia pelo Cabo, chegou à Bahia em 23 de abril de 1699 com metade dos passageiros, chegando ao Tejo em abril.
No início de 1700 João da Maia da Gama embarcou para Mombaça como capitão da fragata Nossa Senhora do Bom Sucesso, que se incendiou acidentalmente na escala na Bahia. Sem se assustar, Gama encontrou outra fragata, a Santa Escolástica, com ajuda go governador geral do Brasil, que afundou entretanto com enorme perda de vidas em 27 de novembro antes mesmo de deixar a baía de Todos os Santos! João e mais 75 homens sobreviveram por serem bons nadadores.
Combatente no início da Guerra da Sucessão Espanhola, ajudou a capturar a cidadezinha espanhola de Ferrera. Serviu ainda na esquadra sob o comando do inglês Sir John Leake, que destruiu a frota francesa ao largo de Gibraltar na baía de Algeciras, em março de 1705.
Nomeado governador da Paraíba, ali serviu de 1708 a 1717. Depois foi nomeado governador do Maranhão, de 1722 a 1728. Voltando a Lisboa, manifestou apoio aos Jesuítas daquela província, contra os que intrigavam contra eles na Corte. Morreu subitamente em 11 de novembro de 1731.
Tinha-se casado com uma moça de Azurara nos arredores de Vila do Conde, de quem teve um filho e quatro filhas. Foi descrito como alto, bem feito, com pele morena, rosto alongado, olhos negros e um grande nariz. Foi sempre homem honrado e muito capaz.